# Хэм, Дарвин
Дарвин Хэм-старший (родился 23 июля 1973 года) — американский профессиональный баскетболист и тренер, в настоящее время работает главным ассистентом главного тренера команды «Милуоки Бакс». Ранее Хэм был главным тренером команды НБА «Лос-Анджелес Лейкерс». 
В 2004 году стал чемпионом НБА в составе команды «Детройт Пистонс», в 2021 году качестве ассистента тренера выиграл свой второй чемпионат с командой «Милуоки Бакс».

## Профессиональная карьера
1 октября 1996 года Дарвин Хэм подписал контракт с «Денвер Наггетс». 20 февраля 1997 года Дарвин был обменян в «Индиана Пэйсерс» на Джерома Аллена. 30 сентября 1997 года он перешёл на правах свободного агента в «Вашингтон Уизардс». 22 сентября 1999 года Хэм подписал контракт с «Милуоки Бакс». 17 сентября 2002 года Дарвин Хэм перешёл на правах свободного агента в «Атланта Хокс». 23 сентября 2003 года Хэм подписал контракт с «Детройт Пистонс», в составе которого стал чемпионом НБА 2004 года. 9 августа 2004 года Дарвин переподписал контракт с «Детройтом».
Хэм был участником слэм-данк контеста 1997 года
17 января 2006 года Дарвин Хэм стал игроком «Толк эн Текст Фон Полс», который выступает в Филиппинской баскетбольной ассоциации, в качестве замены Дамиана Кантрелла. Он сыграл только три игры за свой новый клуб, набирая в среднем 16,7 очков за игру.
Перед началом сезона 2006/2007 Дарвин был приглашен тренировочный лагерь «Ню-Джерси Нетс», но его отчислили 30 октября 2006 года.
Перед началом сезона 2007/2008 Дарвин Хэм проходил предсезонные сборы в составе «Даллас Маверикс», но был отчислен 24 октября 2007 года. Дарвин был выбран под 3-м номером на драфте Лига развития «Альбукерке Тандербёрдс». 4 апреля 2008 года Дарвин был обменян в «Остин Торос».

## Тренерская карьера

### Ассистент тренера (2008—2022)
В октябре 2008 года Дарвин Хэм был назначен на должность ассистента главного тренера «Альбукерке Тандербёрдс». В 2010 году он стал главным тренером «Нью-Мексико Тандербёрдс». В октябре 2011 года Дарвин стал ассистентом главного тренера Майка Брауна в «Лос-Анджелес Лейкерс» по развитию игроков.
В 2013 году Хэм вошёл в тренерский штат «Атланта Хокс». При нём «Атланта» выходила в плей-офф четыре сезона подряд и играла в финале Восточной конференции в 2015 году. Так же в 2015 году «Хокс» выиграл титул победителя Юго-Восточного дивизиона и был первым сеянным в Восточной конференции по итогам регулярного сезона.
В 2018 году Дарвин Хэм стал ассистентом главного тренера Майка Буденхольцера в «Милуоки Бакс», с которым вместе перешли из «Атланты». В 2019 года Буденхольцер стал тренером года. В финале НБА 2021 года «Милуоки» победил «Финикс Санз» в шести матчах и стал чемпионом НБА во второй раз.

### Лос-Анджелес Лейкерс (2022—2024)
3 июня 2022 года Дарвин Хэм был назначен на должность главного тренера «Лос-Анджелес Лейкерс». В свой первый сезон на посту главного тренера Хэм и «Лейкерс» начали с рекорда 2 победы и 10 поражений, после чего попали в плей-офф НБА 2023 года с седьмым посевом. Оттуда они дошли до финала Западной конференции, став вторыми 7-сеяными в истории НБА, вышедшими в финал конференции, после чего проиграли будущим чемпионам «Денвер Наггетс». 9 декабря 2023 года Хэм и «Лейкерс» выиграли дебютный сезон Внутрисезонного турнира НБА. Они снова прошли в плей-офф НБА 2024 года как 7-сеяные, где проиграли в первом раунде в пяти матчах «Наггетс», так как не смогли удержать двузначное преимущество во всех четырех поражениях серии, включая 20-очковое преимущество во второй половине 2 игры. После вылета из плей-офф Хэм был уволен 3 мая 2024 года.

### Милуоки Бакс (2024—настоящее время)
10 мая 2024 года стало известно, что Хэм станет главным ассистентом Дока Риверса в «Милуоки Бакс».

## Личная жизнь
Хэм — сын Уилмер Джонс-Хэм, первой женщины-мэра Сагино, штат Мичиган, занимавшей этот пост с 2001 по 2005 год.
В 1988 году, когда Хэму было 14 лет, он выжил после огнестрельного ранения в лицо и шею.
Хэм женат, его жена также училась в Техасском технологическом институте.
Его сын, Дарвин Хэм-младший, играл за университет Нортвуд и был помощником тренера в Нортвуде в течение 4 лет, до сезона 2021/22. В сезоне 2022/23 Хэм-младший занимал пост помощника тренера в «Кливленд Чардж» из Джи-Лиги НБА.
Хэм - христианин. Он заявил: «Прежде всего, я хочу поблагодарить Бога. Я вырос в семье, где была сильная духовная вера, вера в Бога и Его Сына Иисуса Христа, поэтому я хочу начать с этого. Все, что я смог преодолеть в своей жизни, а также люди вокруг меня, — все это благодаря тому духу, который был заложен в меня в детстве».
В июне 2011 года Хэм отправился в Венесуэлу в качестве спортивного посланника SportsUnited при Государственном департаменте США. Вместе с Кейт Кристенсен он провел занятия по баскетболу для 300 подростков из малообеспеченных районов и встретился с венесуэльскими спортивными чиновниками. Тем самым Хэм способствовал выполнению миссии SportsUnited по содействию международному взаимопониманию и инклюзии через спорт. Затем он продолжил эту работу и провел второй набор занятий для более чем 200 молодых людей в Мьянме. Это был первый спортивный обмен с Мьянмой, спонсируемый Государственным департаментом США.

## Статистика

### Статистика в НБА
| Сезон   | Команда   | Регулярный сезон | Регулярный сезон          | Регулярный сезон         | Регулярный сезон         | Регулярный сезон                      | Регулярный сезон                   | Регулярный сезон            | Регулярный сезон           | Регулярный сезон              | Регулярный сезон              | Регулярный сезон         | Серия плей-офф  | Серия плей-офф            | Серия плей-офф           | Серия плей-офф           | Серия плей-офф                        | Серия плей-офф                     | Серия плей-офф              | Серия плей-офф             | Серия плей-офф                | Серия плей-офф                | Серия плей-офф           |
| Сезон   | Команда   | Сыгранные матчи  | Матчи в стартовой пятёрке | Количество минут за игру | Процент попаданий с игры | Процент попадания трёхочковых бросков | Процент попадания штрафных бросков | Количество подборов за игру | Количество передач за игру | Количество перехватов за игру | Количество блок-шотов за игру | Количество очков за игру | Сыгранные матчи | Матчи в стартовой пятёрке | Количество минут за игру | Процент попаданий с игры | Процент попадания трёхочковых бросков | Процент попадания штрафных бросков | Количество подборов за игру | Количество передач за игру | Количество перехватов за игру | Количество блок-шотов за игру | Количество очков за игру |
| ------- | --------- | ---------------- | ------------------------- | ------------------------ | ------------------------ | ------------------------------------- | ---------------------------------- | --------------------------- | -------------------------- | ----------------------------- | ----------------------------- | ------------------------ | --------------- | ------------------------- | ------------------------ | ------------------------ | ------------------------------------- | ---------------------------------- | --------------------------- | -------------------------- | ----------------------------- | ----------------------------- | ------------------------ |
| 1996/97 | Денвер    | 35               | 3                         | 8,9                      | 52,5                     | -                                     | 48,5                               | 1,6                         | 0,4                        | 0,2                           | 0,2                           | 2,3                      | Не участвовал   | Не участвовал             | Не участвовал            | Не участвовал            | Не участвовал                         | Не участвовал                      | Не участвовал               | Не участвовал              | Не участвовал                 | Не участвовал                 | Не участвовал            |
| 1996/97 | Индиана   | 1                | 0                         | 5,0                      | 100,0                    | -                                     | 50,0                               | 0,0                         | 0,0                        | 1,0                           | 0,0                           | 3,0                      | Не участвовал   | Не участвовал             | Не участвовал            | Не участвовал            | Не участвовал                         | Не участвовал                      | Не участвовал               | Не участвовал              | Не участвовал                 | Не участвовал                 | Не участвовал            |
| 1997/98 | Вашингтон | 71               | 3                         | 8,9                      | 52,9                     | -                                     | 47,3                               | 1,8                         | 0,2                        | 0,3                           | 0,4                           | 2,0                      | Не участвовал   | Не участвовал             | Не участвовал            | Не участвовал            | Не участвовал                         | Не участвовал                      | Не участвовал               | Не участвовал              | Не участвовал                 | Не участвовал                 | Не участвовал            |
| 1999/00 | Милуоки   | 35               | 21                        | 22,6                     | 55,5                     | 0,0                                   | 44,9                               | 4,9                         | 1,2                        | 0,8                           | 0,8                           | 5,1                      | 5               | 5                         | 28,8                     | 64,7                     | 0,0                                   | 33,3                               | 5,8                         | 1,4                        | 0,2                           | 1,6                           | 5,0                      |
| 2000/01 | Милуоки   | 29               | 13                        | 18,6                     | 48,8                     | 66,7                                  | 59,2                               | 4,2                         | 0,9                        | 0,6                           | 0,7                           | 3,8                      | 14              | 6                         | 9,4                      | 60,0                     | -                                     | 55,0                               | 1,4                         | 0,4                        | 0,3                           | 0,5                           | 2,1                      |
| 2001/02 | Милуоки   | 70               | 2                         | 17,3                     | 56,9                     | 14,3                                  | 50,4                               | 2,9                         | 1,0                        | 0,4                           | 0,5                           | 4,3                      | Не участвовал   | Не участвовал             | Не участвовал            | Не участвовал            | Не участвовал                         | Не участвовал                      | Не участвовал               | Не участвовал              | Не участвовал                 | Не участвовал                 | Не участвовал            |
| 2002/03 | Атланта   | 75               | 1                         | 12,3                     | 44,7                     | 0,0                                   | 48,1                               | 2,0                         | 0,5                        | 0,2                           | 0,3                           | 2,4                      | Не участвовал   | Не участвовал             | Не участвовал            | Не участвовал            | Не участвовал                         | Не участвовал                      | Не участвовал               | Не участвовал              | Не участвовал                 | Не участвовал                 | Не участвовал            |
| 2003/04 | Детройт   | 54               | 2                         | 9,0                      | 49,3                     | 50,0                                  | 60,0                               | 1,7                         | 0,3                        | 0,2                           | 0,1                           | 1,8                      | 21              | 0                         | 5,0                      | 50,0                     | 0,0                                   | -                                  | 0,7                         | 0,0                        | 0,1                           | 0,2                           | 0,8                      |
| 2004/05 | Детройт   | 47               | 0                         | 5,9                      | 45,9                     | -                                     | 38,7                               | 0,7                         | 0,1                        | 0,1                           | 0,1                           | 1,0                      | 14              | 0                         | 1,7                      | 33,3                     | -                                     | 100,0                              | 0,2                         | 0,0                        | 0,0                           | 0,0                           | 0,3                      |
|         | Всего     | 417              | 45                        | 12,4                     | 51,8                     | 25,0                                  | 49,4                               | 2,3                         | 0,5                        | 0,3                           | 0,4                           | 2,7                      | 54              | 11                        | 7,5                      | 56,9                     | 0,0                                   | 51,6                               | 1,2                         | 0,2                        | 0,1                           | 0,4                           | 1,4                      |

### Статистика в Джи-Лиге
| Сезон   | Команда                | Регулярный сезон | Регулярный сезон          | Регулярный сезон         | Регулярный сезон         | Регулярный сезон                      | Регулярный сезон                   | Регулярный сезон            | Регулярный сезон           | Регулярный сезон              | Регулярный сезон              | Регулярный сезон         | Серия плей-офф  | Серия плей-офф            | Серия плей-офф           | Серия плей-офф           | Серия плей-офф                        | Серия плей-офф                     | Серия плей-офф              | Серия плей-офф             | Серия плей-офф                | Серия плей-офф                | Серия плей-офф           |
| Сезон   | Команда                | Сыгранные матчи  | Матчи в стартовой пятёрке | Количество минут за игру | Процент попаданий с игры | Процент попадания трёхочковых бросков | Процент попадания штрафных бросков | Количество подборов за игру | Количество передач за игру | Количество перехватов за игру | Количество блок-шотов за игру | Количество очков за игру | Сыгранные матчи | Матчи в стартовой пятёрке | Количество минут за игру | Процент попаданий с игры | Процент попадания трёхочковых бросков | Процент попадания штрафных бросков | Количество подборов за игру | Количество передач за игру | Количество перехватов за игру | Количество блок-шотов за игру | Количество очков за игру |
| ------- | ---------------------- | ---------------- | ------------------------- | ------------------------ | ------------------------ | ------------------------------------- | ---------------------------------- | --------------------------- | -------------------------- | ----------------------------- | ----------------------------- | ------------------------ | --------------- | ------------------------- | ------------------------ | ------------------------ | ------------------------------------- | ---------------------------------- | --------------------------- | -------------------------- | ----------------------------- | ----------------------------- | ------------------------ |
| 2007/08 | Альбукерке Тандербёрдс | 43               | 35                        | 31,5                     | 53,0                     | 0,0                                   | 50,0                               | 5,6                         | 1,6                        | 0,9                           | 0,7                           | 10,1                     | Не участвовал   | Не участвовал             | Не участвовал            | Не участвовал            | Не участвовал                         | Не участвовал                      | Не участвовал               | Не участвовал              | Не участвовал                 | Не участвовал                 | Не участвовал            |
| 2007/08 | Остин Торос            | 4                | 4                         | 30,3                     | 56,3                     | -                                     | 83,3                               | 4,3                         | 1,8                        | 0,3                           | 0,3                           | 10,3                     | 4               | 4                         | 34,2                     | 51,2                     | 0,0                                   | 73,7                               | 6,3                         | 1,8                        | 0,3                           | 0,8                           | 14,0                     |
|         | Всего                  | 47               | 39                        | 31,4                     | 53,2                     | 0,0                                   | 51,3                               | 5,5                         | 1,6                        | 0,9                           | 0,7                           | 10,1                     | 4               | 4                         | 34,2                     | 51,2                     | 0,0                                   | 73,7                               | 6,3                         | 1,8                        | 0,3                           | 0,8                           | 14,0                     |

### Статистика в NCAA
| Сезон   | Команда   | Конференция | Год обучения («FR» — 1 курс, «SO» — 2 курс, «JR» — 3 курс, «SR» — 4 курс) | Сыгранные матчи | Матчи в стартовой пятёрке | Количество минут за игру | Процент попаданий с игры | Процент попадания трёхочковых бросков | Процент попадания штрафных бросков | Количество подборов за игру | Количество передач за игру | Количество перехватов за игру | Количество блок-шотов за игру | Количество очков за игру |
| ------- | --------- | ----------- | ------------------------------------------------------------------------- | --------------- | ------------------------- | ------------------------ | ------------------------ | ------------------------------------- | ---------------------------------- | --------------------------- | -------------------------- | ----------------------------- | ----------------------------- | ------------------------ |
| 1993/94 | Техас Тек | SWC         | SO                                                                        | 28              | 28                        | 23,9                     | 61,8                     |                                       | 50,0                               | 5,4                         | 1,2                        | 0,8                           | 0,2                           | 8,2                      |
| 1994/95 | Техас Тек | SWC         | JR                                                                        | 30              |                           | 21,3                     | 59,5                     |                                       | 58,8                               | 4,3                         | 0,9                        | 1,0                           | 0,2                           | 6,9                      |
| 1995/96 | Техас Тек | SWC         | SR                                                                        | 32              | 32                        | 23,5                     | 58,1                     | 0,0                                   | 44,2                               | 5,7                         | 1,0                        | 0,6                           | 0,3                           | 9,1                      |
| Всего   | Всего     | Всего       | Всего                                                                     | 90              | 60                        | 22,9                     | 59,7                     | 0,0                                   | 49,8                               | 5,1                         | 1,0                        | 0,8                           | 0,2                           | 8,1                      |